# Tony Kakko
Pour les articles homonymes, voir Kakko.
 (septembre 2016).
Toni Kristian "Tony" Kakko (né le 16 mai 1975) est un musicien, compositeur et chanteur finlandais. Il est surtout connu pour être le chanteur, principal compositeur et parolier du groupe Sonata Arctica depuis  1996.

## Biographie
Tony Kakko est né à Kemi, en Finlande et a rejoint Sonata Arctica en 1996, après avoir étudié le clavier pendant deux ans et chanté dans quelques festivals locaux. Il joue à la fois le rôle de claviériste et de chanteur, mais après la sortie du premier album du groupe et l’arrivée de Mikko Härkin, il décide de se concentrer sur son rôle de chanteur. Les groupes Queen, Stratovarius, Children of Bodom et Nightwish font partie de ses plus importantes influences musicales. Tony  Kakko fait part également de l’hiver comme étant une source d’inspiration à part entière. Son style de chant est propre et souvent ponctué de notes plutôt aigües, sa gamme vocale étant celle d’un ténor.
Tony apparait, en tant que voix masculine, sur la deuxième version du titre Astral Romance de Nightwish, que l’on retrouve sur l’EP Over The Hills and Far Away. Il chante également les chœurs de la chanson "Over the Hills and Far Away" et réalise un duo avec la chanteuse Tarja Turunen sur la version live de "Beauty and the Beast." Tony monte sur scène avec Tarja pour cette même chanson sur le DVD live de Nightwish From Wishes to Eternity.
Tony apparait  sur la chanson "Wasted Time" du groupe Heavenly, sur l’album Virus ainsi que dans les chœurs au sein de Before the Bleeding Sun, le cinquième album du groupe finlandais Eternal Tears of Sorrow. Plus récemment, Tony a été impliqué dans le projet Northern Kings, groupe reprenant des classiques des années 1980 dans un style metal, et dans lequel il apparait aux côtés de Juha-Pekka Leppäluoto (Charon), Marco Hietala (Tarot, Nightwish) et Jarkko Ahola (Teräsbetoni).

## Discographie

### Sonata Arctica
- Friend 'till the End (Demo) - 1996
- Agre Pamppers (Demo) - 1996
- PeaceMaker (Demo) - 1997
- FullMoon (Demo) - 1999
- Ecliptica - 1999
  - UnOpened (Single) - 1999
  - Successor (EP) - 2000
- Silence - 2001
  - Orientation (EP) - 2001
  - Wolf & Raven (Single) - 2001
  - Last Drop Falls (Single) - 2001
- Songs of Silence (Live album) - 2002
- Winterheart's Guild - 2003
  - Takatalvi (EP) - 2003
  - Victoria's Secret (Single) - 2003
  - Broken (Single) - 2003
  - Don't Say a Word (EP) - 2004
- Reckoning Night - 2004
  - Don't Say a Word (Single) - 2004
  - Shamandalie (Single) - 2004
- The End of This Chapter (Compilation) - 2005
- For the Sake of Revenge (Live album and DVD) - 2006
- The Collection 1999-2006 (Compilation) - 2006
  - Replica 2006 (Single) - 2006
- Unia - 2007
  - Paid in Full (Single) - 2007
- The Days of Grays - 2009
  - The Last Amazing Grays (Single) - 2009
- Stones Grow Her Name - 2012
- Pariah's Child - 2014
- The Ninth Hour - 2016
- Talviyö - 2019
- Accoustic Adventures - Volume One - 2022
- Accoustic Adventures - Volume Two - 2022

### Northern Kings
- Reborn - 2007
- Rethroned - 2008

### Apparitions en tant qu’invité
- Nightwish - Over The Hills and Far Away - 2001
- Nightwish - From Wishes to Eternity (DVD) - 2001
- Heavenly - Virus - 2006
- Eternal Tears of Sorrow - Before the Bleeding Sun - 2006
- Timo Rautiainen - Sarvivuori - 2006
- Raskaampaa Joulua - 2006
- Nuclear Blast All-Stars: Into the Light - 2007
- Odin's Court - Deathanity - 2008
- Apocalyptica - Live Vocalist (Finland and Japan) - 2008,2009
- Elias Viljanen - Fire-Hearted - 2009
- Stratovarius - Polaris - 2009
- Epica - Design Your Universe - 2009
- van Canto - Tribe of Force - 2010
- Powerglove - Saturday Morning Apocalypse - 2010
- Tuomas Holopainen - Music Inspired by the Life and Times of Scrooge - 2014